# Danh sách công dân nước ngoài bị giam giữ tại Triều Tiên
Đây là danh sách các công dân nước ngoài đã giam giữ tại Triều Tiên. Danh sách này không bao gồm: bất kỳ người nào bị giam giữ trong khi đang thực hiện nghĩa vụ quân sự và bị giam giữ trong tư cách tù nhân chiến tranh hoặc quân nhân đào ngũ; những người bị bắt cóc ở các quốc gia khác và được đưa vào Triều Tiên.

## Danh sách
| STT | Họ và tên              | Quốc tịch | Bị bắt            | Trả tự do         | Thời gian cầm từ | Lý do bị bắt | Ref                  |
| --- | ---------------------- | --------- | ----------------- | ----------------- | ---------------- | --- | -------------------- |
| 1   | Alí Lameda             | Venezuela | tháng 9 năm 1967  | 27 tháng 9, 1974  | 2583             | Một người cộng sản và thông dịch viên cho Bộ Ngoại giao Triều Tiên, được cho là đã nói đùa về Kim Il-sung ở một bữa tiệc. Trong một cuộc phỏng vấn năm 1975, Lameda bày tỏ rằng việc giam giữ ông có thể là do áp lực của Đảng Cộng sản Cuba sau khi Đảng Cộng sản Venezuela quyết định chấp nhận bình định và từ bỏ vũ khí. | [ 1 ] [ 2 ]          |
| 2   | Jacques Sedillot       | Pháp      | tháng 9 năm 1967  | 27 tháng 9, 1974  | 2583             | Một người cộng sản và thông dịch viên cho Bộ Ngoại giao Triều Tiên, được cho là đã nói đùa về Kim Il-sung ở một bữa tiệc. Trong một cuộc phỏng vấn năm 1975, Lameda bày tỏ rằng việc giam giữ ông có thể là do áp lực của Đảng Cộng sản Cuba sau khi Đảng Cộng sản Venezuela quyết định chấp nhận bình định và từ bỏ vũ khí. | [ 1 ] [ 2 ]          |
| 3   | Evan Hunziker          | Hoa Kỳ    | 24 tháng 8, 1996  | 27 tháng 11, 1996 | 95               | Nhập cảnh trái phép vào Triều Tiên. | [ 3 ]                |
| 4   | Kwang Duk Lee          | Hoa Kỳ    | 26 tháng 5, 1998  | 27 tháng 8, 1998  | 93               | Hoạt động tình báo, gián điệp. | [ 4 ]                |
| 5   | Karen Jung-sook Han    | Hoa Kỳ    | 17 tháng 6, 1999  | 20 tháng 7, 1999  | 33               | Thực hiện "hành vi bất hợp pháp". Bị buộc tội lăng mạ quan chức địa phương. | [ 5 ]                |
| 6   | Min Young Mi           | Hàn Quốc  | 20 tháng 6, 1999  | 25 tháng 6, 1999  | 5                | "Đào tẩu". Bị bắt sau khi trò chuyện với một hướng dẫn viên du lịch Triều Tiên. | [ 6 ] [ 7 ]          |
| 7   | Euna Lee               | Hoa Kỳ    | 17 tháng 3, 2009  | 4 tháng 8, 2009   | 140              | Nhập cư bất hợp pháp vào Triều Tiên. | [ 8 ]                |
| 8   | Laura Ling             | Hoa Kỳ    | 17 tháng 3, 2009  | 4 tháng 8, 2009   | 140              | Nhập cư bất hợp pháp vào Triều Tiên. | [ 8 ]                |
| 9   | Robert Park            | Hoa Kỳ    | 25 tháng 12, 2009 | 6 tháng 2, 2010   | 43               | Nhập cư bất hợp pháp vào Triều Tiên. | [ 9 ]                |
| 10  | Aijalon Gomes          | Hoa Kỳ    | 25 tháng 1, 2010  | 26 tháng 8, 2010  | 213              | Nhập cư bất hợp pháp vào Triều Tiên. | [ 10 ]               |
| 11  | Eddie Yong Su Jun      | Hoa Kỳ    | tháng 11 năm 2010 | 28 tháng 5, 2011  | 208              | "Trọng tội" chống lại Triều Tiên. | [ 11 ]               |
| 12  | Eddie Yong Su Jun      | Hoa Kỳ    | 3 tháng 11, 2012  | 8 tháng 11, 2014  | 735              | Hoạt động tôn giáo trái phép. | [ 12 ] [ 13 ]        |
| 13  | Kim Jung Wook          | Hàn Quốc  | 8 tháng 10, 2013  | Còn giam giữ      | 4185             | Không rõ, có thể liên quan đến công việc truyền giáo Kitô giáo. Ngoài ra còn bị cáo buộc với tư cách là "đặc vụ của Cơ quan Tình báo Trung ương Hàn Quốc". | [ 14 ] [ 15 ]        |
| 14  | Merrill Newman         | Hoa Kỳ    | 26 tháng 10, 2013 | 7 tháng 12, 2013  | 42               | Các vấn đề liên quan đến Chiến tranh Triều Tiên. | [ 16 ]               |
| 15  | John Short             | Australia | 16 tháng 2, 2014  | 3 tháng 3, 2014   | 15               | Hoạt động tôn giáo trái phép. | [ 17 ]               |
| 16  | Matthew Miller         | Hoa Kỳ    | 10 tháng 4, 2014  | 8 tháng 11, 2014  | 212              | Có hành vi thù địch với CHDCND Triều Tiên khi nhập cảnh dưới vỏ bọc là khách du lịch. Anh đã đến Triều Tiên với mong muốn bị bắt. | [ 13 ] [ 20 ]        |
| 17  | Jeffrey Fowle          | Hoa Kỳ    | 4 tháng 5, 2014   | 21 tháng 10, 2014 | 170              | Hành động "trái mục đích du lịch" khi để lại cuốn Kinh thánh ở hộp đêm. | [ 21 ] [ 22 ]        |
| 18  | Arturo Pierre Martinez | Hoa Kỳ    | 10 tháng 11, 2014 | tháng 12 năm 2014 | 21               | Nhập cảnh trái phép vào Triều Tiên. | [ 23 ]               |
| 19  | Hyeon Soo Lim          | Canada    | tháng 2 năm 2015  | 9 tháng 8, 2017   | 920              | "Làm tổn hại đến danh dự, nahan phẩm của lãnh đạo tối cao, cố gắng sử dụng tôn giáo để phá hủy hệ thống Triều Tiên" | [ 24 ]               |
| 20  | Sandra Suh             | Hoa Kỳ    | 8 tháng 4, 2015   | 8 tháng 4, 2015   | 0                | Bị trục xuất vì "bí mật sản xuất ảnh và video để sử dụng trong chiến dịch bôi nhọ CHDCND Triều Tiên". | [ 25 ] [ 26 ]        |
| 21  | Sandra Suh             | Hàn Quốc  | 22 tháng 4, 2015  | 5 tháng 10, 2015  | 166              | Nhập cảnh bất hợp pháp vào Triều Tiên qua Trung Quốc. | [ 27 ]               |
| 22  | Kim Kook Kie           | Hàn Quốc  | tháng 6 năm 2015  | Còn giam giữ      | 3584             | Thực hiện "các hoạt động gián điệp chống CHDCND Triều Tiên dưới sự thao túng của Hoa Kỳ và chính phủ bù nhìn Hàn Quốc". | [ 14 ]               |
| 23  | Choi Chun Kil          | Hàn Quốc  | tháng 6 năm 2015  | Còn giam giữ      | 3584             | Thực hiện "các hoạt động gián điệp chống CHDCND Triều Tiên dưới sự thao túng của Hoa Kỳ và chính phủ bù nhìn Hàn Quốc". | [ 14 ]               |
| 24  | Miles Gomis            | Hoa Kỳ    | 13 tháng 8, 2015  | tháng 10 năm 2015 | 49               | Nhập cảnh trái phép vào Triều Tiên. Trước đây đã tìm kiếm nơi cư trú dài hạn hợp pháp. Trường hợp này, ban đầu không được báo cáo, nhưng sau đó đã được NK News xác minh và tiết lộ với điều kiện giấu tên. | [ 28 ]               |
| 25  | Kim Dong Chul          | Hoa Kỳ    | tháng 10 năm 2015 | 9 tháng 5, 2018   | 951              | Hoạt động tình báo, gián điệp. | [ 29 ] [ 30 ] [ 31 ] |
| 26  | Otto Warmbier          | Hoa Kỳ    | 2 tháng 1, 2016   | 13 tháng 6, 2017  | 528              | Thực hiện "hành động thù địch" chống lại CHDCND Triều Tiên bằng cách lấy một áp phích tuyên truyền từ khách sạn. Ông đã được thả trở lại trong trạng thái thực vật, sau đó không chống chọi được với những vết thương do "tổn thương não nghiêm trọng".                                                                      | [ 33 ]               |
| 27  | Ko Hyon Chol           | Hàn Quốc  | tháng 7 năm 2016  | Còn giam giữ      | 3188             | Bị cáo buộc bắt cóc trẻ mồ côi. | [ 14 ]               |
| 28  | Kim Sang-duk           | Hoa Kỳ    | 21 tháng 4, 2017  | 9 tháng 5, 2018   | 383              | Thực hiện "hành vi tội phạm thù địch với mục đích lật đổ đất nước". | [ 29 ] [ 30 ] [ 31 ] |
| 29  | Kim Hak-song           | Hoa Kỳ    | 7 tháng 5, 2017   | 9 tháng 5, 2018   | 367              | Có hành vi "thù địch" chống nhà nước. | [ 29 ] [ 30 ] [ 31 ] |
| 30  | Bruce Byron Lowrance   | Hoa Kỳ    | 16 tháng 10, 2018 | 16 tháng 11, 2018 | 31               | Nhập cảnh bất hợp pháp vào Triều Tiên qua Trung Quốc. | [ 34 ] [ 35 ]        |
| 31  | Alek Sigley            | Australia | 25 tháng 6, 2019  | 4 tháng 7, 2019   | 9                | Tội gián điệp, bị bắt khi đang học ở Bình Nhưỡng.. Sau khi đàm phán thông qua đại sứ quán Thụy Điển ở Triều Tiên, anh ta đã được trả tự do. | [ 39 ] [ 40 ]        |